# Lucídio Vimaranes
Lucídio Vimaranes (morto em Guimarães, 922),  filho de Vímara Peres,[a] foi um nobre do Condado Portucalense de que foi o 2.º Conde. O rei Afonso III entregou-lhe o governo do condado após a morte de seu pai, em conjunto com o conde Hermenegildo Guterres o qual, após a sua morte, foi sucedido por seu filho Guterre Mendes. O Conde Hermenegildo Gonçalves sucedeu-lhe no governo do condado.

## Matrimónio e descendência
Casou com Gudilona Mendes, filha de Hermenegildo Guterres,[a] conde de Portugal (842 - 920) e de Ermesenda Gatones, filha de Gatón de Bierzo conde em Astorga e O Bierzo e de Egilona, de quem teve: 
- Tedon Lucides, o pai de Rodrigo Tedones ou Tetones, esposo de Leodegúndia Dias, filha do conde Diogo Fernandes e Onecca.[4]
- Bermudo Lucides, um dos presores de Dume em 911.[4]

- Alvito Lucides (Guimarães, Distrito de Braga), que teria casado com Munia Dias, filha do conde Diogo Fernandes. Seu filho, Lucídio Alvites foi o pai de Onega Lucides.[5]